# Crescent Valley
Crescent Valley – jednostka osadnicza w Stanach Zjednoczonych, w stanie Nevada, w hrabstwie Eureka.